# Sametingswahlen in Schweden
Die ersten Sametingswahlen in Schweden fanden im Jahre 1993 statt. Die 31 Abgeordneten des Sameting in Schweden werden alle vier Jahre gewählt.

## Sametingswahl 2021
| Sametingswahl 2021                              | Sametingswahl 2021                              | Sametingswahl 2021 | Sametingswahl 2021          | Sametingswahl 2021 | Sametingswahl 2021 | Sametingswahl 2021 | Sametingswahl 2021 |    |         |
| Partei                                          | Partei                                          | Stimmen            | Stimmen                     | Stimmen            | Sitze              | Sitze              | Sitze              |    |         |
| ----------------------------------------------- | ----------------------------------------------- | ------------------ | --------------------------- | ------------------ | ------------------ | ------------------ | ------------------ | -- | ------- |
| Partei                                          | Partei                                          |                    | Jakt- och Fiskesamerna (JF) | 2.242              | 37,54 %            | ▲8,38 %            | 12                 | ▲3 | 38,71 % |
|                                                 | Sámiid Riikkabellodat Samelandspartiet (SP)     | 1.161              | 19,44 %                     | ▼4,34 %            | 6                  | ▼1                 | 19,35 %            |    |         |
|                                                 | Guovssonásti (G)                                | 976                | 16,34 %                     | ▲0,74 %            | 5                  | ▬                  | 16,13 %            |    |         |
|                                                 | Vuovdega-Skogssamerna (VS)                      | 517                | 8,66 %                      | ▼0,81 %            | 3                  | ▬                  | 9,68 %             |    |         |
|                                                 | Landspartiet Svenska Samer (LSS)                | 446                | 7,47 %                      | ▼0,91 %            | 2                  | ▼1                 | 6,45 %             |    |         |
|                                                 | Samerna (SAM)                                   | 343                | 5,74 %                      | ▲1,12 %            | 2                  | ▲1                 | 6,45 %             |    |         |
|                                                 | Min Geaidnu Mijá Gäjnno Mijjen Geajnoe (MG)     | 230                | 3,85 %                      | ▼0,10 %            | 1                  | ▬                  | 3,23 %             |    |         |
|                                                 | Nya Samiska Reformpartiet (NSR)                 | 58                 | 0,97 %                      | Neu                | 0                  | Neu                | 0,00 %             |    |         |
|                                                 |                                                 |                    |                             |                    |                    |                    |                    |    |         |
|                                                 | Albmut - Almetjh - Almasj - Folket (AAAF)       | —                  | —                           | —                  | 0                  | ▼1                 | 0,00 %             |    |         |
|                                                 | Samiska Folkomröstningspartiet (SF)             | —                  | —                           | —                  | 0                  | ▼1                 | 0,00 %             |    |         |
| Gesamt                                          | Gesamt                                          | 5.973              | 100,00 %                    |                    | 31                 | ▬                  | 100,00 %           |    |         |
| Gültige Stimmen                                 | Gültige Stimmen                                 | 5.973              | 99,93 %                     |                    |                    |                    |                    |    |         |
| Ungültige Stimmen                               | Ungültige Stimmen                               | 4                  | 0,07 %                      |                    |                    |                    |                    |    |         |
| Abgegebene Stimmen                              | Abgegebene Stimmen                              | 5.977              | 100,00 %                    |                    |                    |                    |                    |    |         |
| Anzahl der Wahlberechtigten und Wahlbeteiligung | Anzahl der Wahlberechtigten und Wahlbeteiligung | 9.226              | 64,78 %                     | ▲7,11 %            |                    |                    |                    |    |         |

## Sametingswahl 2017
| Sametingswahl 2017                              | Sametingswahl 2017                              | Sametingswahl 2017 | Sametingswahl 2017          | Sametingswahl 2017 | Sametingswahl 2017 | Sametingswahl 2017 | Sametingswahl 2017 |   |         |
| Partei                                          | Partei                                          | Stimmen            | Stimmen                     | Stimmen            | Sitze              | Sitze              | Sitze              |   |         |
| ----------------------------------------------- | ----------------------------------------------- | ------------------ | --------------------------- | ------------------ | ------------------ | ------------------ | ------------------ | - | ------- |
| Partei                                          | Partei                                          |                    | Jakt- och Fiskesamerna (JF) | 1.469              | 29,16 %            | ▲2,41 %            | 9                  | ▬ | 29,03 % |
|                                                 | Sámiid Riikkabellodat Samelandspartiet (SP)     | 1.198              | 23,78 %                     | ▲3,78 %            | 7                  | ▲1                 | 22,58 %            |   |         |
|                                                 | Guovssonásti (G)                                | 786                | 15,60 %                     | ▲5,64 %            | 5                  | ▲2                 | 16,13 %            |   |         |
|                                                 | Vuovdega-Skogssamerna (VS)                      | 477                | 9,47 %                      | ▲1,08 %            | 3                  | ▬                  | 9,68 %             |   |         |
|                                                 | Landspartiet Svenska Samer (LSS)                | 422                | 8,38 %                      | ▼1,36 %            | 3                  | ▬                  | 9,68 %             |   |         |
|                                                 | Samerna (SAM)                                   | 233                | 4,62 %                      | ▼2,77 %            | 1                  | ▼1                 | 3,23 %             |   |         |
|                                                 | Min Geaidnu Mijá Gäjnno Mijjen Geajnoe (MG)     | 199                | 3,95 %                      | ▼9,77 %            | 1                  | ▼3                 | 3,23 %             |   |         |
|                                                 | Samiska Folkomröstningspartiet (SF)             | 132                | 2,62 %                      | Neu                | 1                  | Neu                | 3,23 %             |   |         |
|                                                 | Albmut - Almetjh - Almasj - Folket (AAAF)       | 122                | 2,42 %                      | ▲0,05 %            | 1                  | ▬                  | 3,23 %             |   |         |
| Gesamt                                          | Gesamt                                          | 5.038              | 100,00 %                    |                    | 31                 | ▬                  | 100,00 %           |   |         |
| Gültige Stimmen                                 | Gültige Stimmen                                 | 5.038              | 99,64 %                     |                    |                    |                    |                    |   |         |
| Ungültige Stimmen                               | Ungültige Stimmen                               | 18                 | 0,36 %                      |                    |                    |                    |                    |   |         |
| Abgegebene Stimmen                              | Abgegebene Stimmen                              | 5.056              | 100,00 %                    |                    |                    |                    |                    |   |         |
| Anzahl der Wahlberechtigten und Wahlbeteiligung | Anzahl der Wahlberechtigten und Wahlbeteiligung | 8.766              | 57,68 %                     | ▲3,25 %            |                    |                    |                    |   |         |

## Sametingswahl 2013
| Sametingswahl 2013                              | Sametingswahl 2013                              | Sametingswahl 2013 | Sametingswahl 2013          | Sametingswahl 2013 | Sametingswahl 2013 | Sametingswahl 2013 | Sametingswahl 2013 |    |         |
| Partei                                          | Partei                                          | Stimmen            | Stimmen                     | Stimmen            | Sitze              | Sitze              | Sitze              |    |         |
| ----------------------------------------------- | ----------------------------------------------- | ------------------ | --------------------------- | ------------------ | ------------------ | ------------------ | ------------------ | -- | ------- |
| Partei                                          | Partei                                          |                    | Jakt- och Fiskesamerna (JF) | 1.209              | 26,75 %            | ▲3,60 %            | 9                  | ▲2 | 29,03 % |
|                                                 | Sámiid Riikkabellodat Samelandspartiet (SP)     | 904                | 20,00 %                     | ▲0,33 %            | 6                  | ▬                  | 19,35 %            |    |         |
|                                                 | Min Geaidnu Mijá Gäjnno Mijjen Geajnoe (MG)     | 620                | 13,72 %                     | ▲2,98 %            | 4                  | ▲1                 | 12,90 %            |    |         |
|                                                 | Guovssonásti (G)                                | 450                | 9,96 %                      | ▼3,58 %            | 3                  | ▼1                 | 9,68 %             |    |         |
|                                                 | Landspartiet Svenska Samer (LSS)                | 440                | 9,74 %                      | ▲4,46 %            | 3                  | ▲1                 | 9,68 %             |    |         |
|                                                 | Vuovdega-Skogssamerna (VS)                      | 379                | 8,39 %                      | ▼1,36 %            | 3                  | ▬                  | 9,68 %             |    |         |
|                                                 | Samerna (SAM)                                   | 334                | 7,39 %                      | ▼6,60 %            | 2                  | ▼3                 | 6,45 %             |    |         |
|                                                 | Albmut - Almetjh - Almasj - Folket (AAAF)       | 107                | 2,37 %                      | ▼0,16 %            | 1                  | ▬                  | 3,23 %             |    |         |
|                                                 | Vi Samer (ViS)                                  | 76                 | 1,68 %                      | Neu                | 0                  | Neu                | 0,00 %             |    |         |
| Gesamt                                          | Gesamt                                          | 4.519              | 100,00 %                    |                    | 31                 | ▬                  | 100,00 %           |    |         |
| Gültige Stimmen                                 | Gültige Stimmen                                 | 4.519              | 99,76 %                     |                    |                    |                    |                    |    |         |
| Ungültige Stimmen                               | Ungültige Stimmen                               | 11                 | 0,24 %                      |                    |                    |                    |                    |    |         |
| Abgegebene Stimmen                              | Abgegebene Stimmen                              | 4.530              | 100,00 %                    |                    |                    |                    |                    |    |         |
| Anzahl der Wahlberechtigten und Wahlbeteiligung | Anzahl der Wahlberechtigten und Wahlbeteiligung | 8.327              | 54,40 %                     | ▼4,78 %            |                    |                    |                    |    |         |

## Sametingswahl 2009
| Sametingswahl 2009                              | Sametingswahl 2009                              | Sametingswahl 2009 | Sametingswahl 2009          | Sametingswahl 2009 | Sametingswahl 2009 | Sametingswahl 2009 | Sametingswahl 2009 |    |         |
| Partei                                          | Partei                                          | Stimmen            | Stimmen                     | Stimmen            | Sitze              | Sitze              | Sitze              |    |         |
| ----------------------------------------------- | ----------------------------------------------- | ------------------ | --------------------------- | ------------------ | ------------------ | ------------------ | ------------------ | -- | ------- |
| Partei                                          | Partei                                          |                    | Jakt- och Fiskesamerna (JF) | 1.069              | 23,15 %            | ▼7,02 %            | 7                  | ▼2 | 22,58 % |
|                                                 | Sámiid Riikkabellodat Samelandspartiet (SP)     | 908                | 19,67 %                     | ▼6,17 %            | 6                  | ▼2                 | 19,35 %            |    |         |
|                                                 | Samerna (SAM)                                   | 646                | 13,99 %                     | ▲1,44 %            | 5                  | ▲1                 | 16,13 %            |    |         |
|                                                 | Guovssonásti (G)                                | 625                | 13,54 %                     | ▲4,42 %            | 4                  | ▲1                 | 12,90 %            |    |         |
|                                                 | Min Geaidnu Mijá Gäjnno Mijjen Geajnoe (MG)     | 496                | 10,74 %                     | ▲0,26 %            | 3                  | ▬                  | 9,68 %             |    |         |
|                                                 | Vuovdega-Skogssamerna (VS)                      | 450                | 9,75 %                      | ▼2,09 %            | 3                  | ▼1                 | 9,68 %             |    |         |
|                                                 | Landspartiet Svenska Samer (LSS)                | 244                | 5,28 %                      | Neu                | 2                  | Neu                | 6,45 %             |    |         |
|                                                 | Albmut - Almetjh - Almasj - Folket (AAAF)       | 117                | 2,53 %                      | Neu                | 1                  | Neu                | 3,23 %             |    |         |
|                                                 | Solidaritet (SOL)                               | 62                 | 1,34 %                      | Neu                | 0                  | Neu                | 0,00 %             |    |         |
| Gesamt                                          | Gesamt                                          | 4.617              | 100,00 %                    |                    | 31                 | ▬                  | 100,00 %           |    |         |
| Gültige Stimmen                                 | Gültige Stimmen                                 | 4.617              | 99,87 %                     |                    |                    |                    |                    |    |         |
| Ungültige Stimmen                               | Ungültige Stimmen                               | 6                  | 0,13 %                      |                    |                    |                    |                    |    |         |
| Abgegebene Stimmen                              | Abgegebene Stimmen                              | 4.623              | 100,00 %                    |                    |                    |                    |                    |    |         |
| Anzahl der Wahlberechtigten und Wahlbeteiligung | Anzahl der Wahlberechtigten und Wahlbeteiligung | 7.812              | 59,18 %                     | ▼3,69 %            |                    |                    |                    |    |         |

## Sametingswahl 2005
| Sametingswahl 2005                              | Sametingswahl 2005                              | Sametingswahl 2005 | Sametingswahl 2005          | Sametingswahl 2005 | Sametingswahl 2005 | Sametingswahl 2005 |    |         |
| Partei                                          | Partei                                          | Stimmen            | Stimmen                     | Sitze              | Sitze              | Sitze              |    |         |
| ----------------------------------------------- | ----------------------------------------------- | ------------------ | --------------------------- | ------------------ | ------------------ | ------------------ | -- | ------- |
| Partei                                          | Partei                                          |                    | Jakt- och Fiskesamerna (JF) | 1.361              | 30,17 %            | 9                  | ▲3 | 29,03 % |
|                                                 | Sámiid Riikkabellodat Samelandspartiet (SP)     | 1.165              | 25,84 %                     | 8                  | ▼2                 | 25,81 %            |    |         |
|                                                 | Samerna (SAM)                                   | 566                | 12,55 %                     | 4                  | ▬                  | 12,90 %            |    |         |
|                                                 | Vuovdega-Skogssamerna (VS)                      | 534                | 11,84 %                     | 4                  | ▬                  | 12,90 %            |    |         |
|                                                 | Min Geaidnu Mijá Gäjnno Mijjen Geajnoe (MG)     | 473                | 10,48 %                     | 3                  | ▲1                 | 9,68 %             |    |         |
|                                                 | Guovssonásti (G)                                | 411                | 9,12 %                      | 3                  | ▲1                 | 9,68 %             |    |         |
|                                                 |                                                 |                    |                             |                    |                    |                    |    |         |
|                                                 | Landspartiet Svenska Samer (LSS)                | —                  | —                           | 0                  | ▼1                 | 0,00 %             |    |         |
|                                                 | Laahkoeh                                        | —                  | —                           | 0                  | ▼1                 | 0,00 %             |    |         |
|                                                 | Mii Sámit, Vi Samer                             | —                  | —                           | 0                  | ▼1                 | 0,00 %             |    |         |
| Gesamt                                          | Gesamt                                          | 4.510              | 100,00 %                    | 31                 | ▬                  | 100,00 %           |    |         |
| Gültige Stimmen                                 | Gültige Stimmen                                 | 4.510              | 99,91 %                     |                    |                    |                    |    |         |
| Ungültige Stimmen                               | Ungültige Stimmen                               | 4                  | 0,09 %                      |                    |                    |                    |    |         |
| Abgegebene Stimmen                              | Abgegebene Stimmen                              | 4.514              | 100,00 %                    |                    |                    |                    |    |         |
| Anzahl der Wahlberechtigten und Wahlbeteiligung | Anzahl der Wahlberechtigten und Wahlbeteiligung | 7.180              | 62,87 %                     |                    |                    |                    |    |         |

## Sametingsnachwahl 2001
| Sametingsnachwahl 2001 | Sametingsnachwahl 2001                      | Sametingsnachwahl 2001 | Sametingsnachwahl 2001                      | Sametingsnachwahl 2001 |    |         |
| Partei                 | Partei                                      | Sitze                  | Sitze                                       | Sitze                  |    |         |
| ---------------------- | ------------------------------------------- | ---------------------- | ------------------------------------------- | ---------------------- | -- | ------- |
| Partei                 | Partei                                      |                        | Sámiid Riikkabellodat Samelandspartiet (SP) | 10                     | ▲1 | 32,26 % |
|                        | Jakt- och Fiskesamerna (JF)                 | 6                      | ▲1                                          | 19,35 %                |    |         |
|                        | Samerna (SAM)                               | 4                      | ▼1                                          | 12,90 %                |    |         |
|                        | Vuovdega-Skogssamerna (VS)                  | 4                      | ▬                                           | 12,90 %                |    |         |
|                        | Renägarförbundet                            | 2                      | ▬                                           | 6,45 %                 |    |         |
|                        | Min Geaidnu Mijá Gäjnno Mijjen Geajnoe (MG) | 2                      | ▬                                           | 6,45 %                 |    |         |
|                        | Landspartiet Svenska Samer (LSS)            | 1                      | ▼1                                          | 3,23 %                 |    |         |
|                        | Laahkoeh                                    | 1                      | ▬                                           | 3,23 %                 |    |         |
|                        | Mii Sámit, Vi Samer                         | 1                      | ▬                                           | 3,23 %                 |    |         |
| Gesamt                 | Gesamt                                      | 31                     | ▬                                           | 100,00 %               |    |         |

## Sametingswahl 2001
| Sametingswahl 2001 | Sametingswahl 2001                          | Sametingswahl 2001 | Sametingswahl 2001                          | Sametingswahl 2001 | Sametingswahl 2001 | Sametingswahl 2001 | Sametingswahl 2001 |    |         |
| Partei             | Partei                                      | Stimmen            | Stimmen                                     | Stimmen            | Sitze              | Sitze              | Sitze              |    |         |
| ------------------ | ------------------------------------------- | ------------------ | ------------------------------------------- | ------------------ | ------------------ | ------------------ | ------------------ | -- | ------- |
| Partei             | Partei                                      |                    | Sámiid Riikkabellodat Samelandspartiet (SP) | 1.138              | 26,96 %            | ▲7,23 %            | 9                  | ▲3 | 29,03 % |
|                    | Jakt- och Fiskesamerna (JF)                 | 737                | 17,46 %                                     | ▲6,97 %            | 5                  | ▲2                 | 16,13 %            |    |         |
|                    | Samerna (SAM)                               | 731                | 17,32 %                                     | ▲5,74 %            | 5                  | ▲1                 | 16,13 %            |    |         |
|                    | Vuovdega-Skogssamerna (VS)                  | 513                | 12,13 %                                     | ▼2,09 %            | 4                  | ▼1                 | 12,90 %            |    |         |
|                    | Renägarförbundet                            | 301                | 7,13 %                                      | ▼6,94 %            | 2                  | ▼2                 | 6,45 %             |    |         |
|                    | Min Geaidnu Mijá Gäjnno Mijjen Geajnoe (MG) | 288                | 6,82 %                                      | ▼2,77 %            | 2                  | ▼1                 | 6,45 %             |    |         |
|                    | Landspartiet Svenska Samer (LSS)            | 231                | 5,47 %                                      | ▼5,21 %            | 2                  | ▼1                 | 6,45 %             |    |         |
|                    | Laahkoeh                                    | 129                | 3,04 %                                      | Neu                | 1                  | Neu                | 3,23 %             |    |         |
|                    | Mii Sámit, Vi Samer                         | 96                 | 2,27 %                                      | ▼0,18 %            | 1                  | ▬                  | 3,23 %             |    |         |
|                    | Riksorganisationen Same Ätnam (RSÄ)         | 57                 | 1,35 %                                      | ▼2,12 %            | 0                  | ▼1                 | 0,00 %             |    |         |
|                    |                                             |                    |                                             |                    |                    |                    |                    |    |         |
|                    | Samisk Solidaritet                          | —                  | —                                           | —                  | 0                  | ▼1                 | 0,00 %             |    |         |
| Gesamt             | Gesamt                                      | 4.221              | 100,00 %                                    |                    | 31                 | ▬                  | 100,00 %           |    |         |
| Gültige Stimmen    | Gültige Stimmen                             | 4.221              | 99,98 %                                     |                    |                    |                    |                    |    |         |
| Ungültige Stimmen  | Ungültige Stimmen                           | 1                  | 0,02 %                                      |                    |                    |                    |                    |    |         |
| Abgegebene Stimmen | Abgegebene Stimmen                          | 4.222              | 100,00 %                                    |                    |                    |                    |                    |    |         |

## Sametingswahl 1997
| Sametingswahl 1997                              | Sametingswahl 1997                              | Sametingswahl 1997 | Sametingswahl 1997                          | Sametingswahl 1997 | Sametingswahl 1997 | Sametingswahl 1997 | Sametingswahl 1997 |    |         |
| Partei                                          | Partei                                          | Stimmen            | Stimmen                                     | Stimmen            | Sitze              | Sitze              | Sitze              |    |         |
| ----------------------------------------------- | ----------------------------------------------- | ------------------ | ------------------------------------------- | ------------------ | ------------------ | ------------------ | ------------------ | -- | ------- |
| Partei                                          | Partei                                          |                    | Sámiid Riikkabellodat Samelandspartiet (SP) | 722                | 19,73 %            | ▼4,15 %            | 6                  | ▼1 | 19,35 % |
|                                                 | Vuovdega-Skogssamerna (VS)                      | 547                | 14,94 %                                     | ▲1,83 %            | 5                  | ▲1                 | 16,13 %            |    |         |
|                                                 | Renägarförbundet                                | 515                | 14,07 %                                     | ▲2,78 %            | 4                  | ▬                  | 12,90 %            |    |         |
|                                                 | Samerna (SAM)                                   | 424                | 11,58 %                                     | ▲3,50 %            | 4                  | ▲1                 | 12,90 %            |    |         |
|                                                 | Landspartiet Svenska Samer (LSS)                | 391                | 10,68 %                                     | ▲0,63 %            | 3                  | ▬                  | 9,68 %             |    |         |
|                                                 | Jakt- och Fiskesamerna (JF)                     | 384                | 10,49 %                                     | ▲2,75 %            | 3                  | ▲1                 | 9,68 %             |    |         |
|                                                 | Min Geaidnu Mijá Gäjnno Mijjen Geajnoe (MG)     | 351                | 9,59 %                                      | ▲0,56 %            | 3                  | ▬                  | 9,68 %             |    |         |
|                                                 | Riksorganisationen Same Ätnam (RSÄ)             | 127                | 3,47 %                                      | ▼3,45 %            | 1                  | ▼1                 | 3,23 %             |    |         |
|                                                 | Mii Sámit, Vi Samer                             | 90                 | 2,45 %                                      | Neu                | 1                  | Neu                | 3,23 %             |    |         |
|                                                 | Samisk Solidaritet                              | 67                 | 1,83 %                                      | ▼0,63 %            | 1                  | ▬                  | 3,23 %             |    |         |
|                                                 | Samerna för framtiden                           | 41                 | 1,12 %                                      | ▼1,80 %            | 0                  | ▼1                 | 0,00 %             |    |         |
|                                                 |                                                 |                    |                                             |                    |                    |                    |                    |    |         |
|                                                 | Samernas Väl                                    | —                  | —                                           | —                  | 0                  | ▼1                 | 0,00 %             |    |         |
| Gesamt                                          | Gesamt                                          | 4.510              | 100,00 %                                    |                    | 31                 | ▬                  | 100,00 %           |    |         |
| Gültige Stimmen                                 | Gültige Stimmen                                 | 3.659              | 96,21 %                                     |                    |                    |                    |                    |    |         |
| Ungültige Stimmen                               | Ungültige Stimmen                               | 144                | 3,79 %                                      |                    |                    |                    |                    |    |         |
| Abgegebene Stimmen                              | Abgegebene Stimmen                              | 3.803              | 100,00 %                                    |                    |                    |                    |                    |    |         |
| Anzahl der Wahlberechtigten und Wahlbeteiligung | Anzahl der Wahlberechtigten und Wahlbeteiligung | 5.990              | ca. 65 %                                    |                    |                    |                    |                    |    |         |

## Sametingswahl 1993
| Sametingswahl 1993                              | Sametingswahl 1993                              | Sametingswahl 1993 | Sametingswahl 1993                          | Sametingswahl 1993 | Sametingswahl 1993 |   |         |
| Partei                                          | Partei                                          | Stimmen            | Stimmen                                     | Sitze              | Sitze              |   |         |
| ----------------------------------------------- | ----------------------------------------------- | ------------------ | ------------------------------------------- | ------------------ | ------------------ | - | ------- |
| Partei                                          | Partei                                          |                    | Sámiid Riikkabellodat Samelandspartiet (SP) | 907                | 23,88 %            | 7 | 22,58 % |
|                                                 | Vuovdega-Skogssamerna (VS)                      | 498                | 13,11 %                                     | 4                  | 12,90 %            |   |         |
|                                                 | Renägarförbundet                                | 429                | 11,29 %                                     | 4                  | 12,90 %            |   |         |
|                                                 | Landspartiet Svenska Samer (LSS)                | 382                | 10,05 %                                     | 3                  | 9,68 %             |   |         |
|                                                 | Min Geaidnu Mijá Gäjnno Mijjen Geajnoe (MG)     | 343                | 9,03 %                                      | 3                  | 9,68 %             |   |         |
|                                                 | Samerna (SAM)                                   | 307                | 8,08 %                                      | 3                  | 9,68 %             |   |         |
|                                                 | Jakt- och Fiskesamerna (JF)                     | 294                | 7,74 %                                      | 2                  | 6,45 %             |   |         |
|                                                 | Riksorganisationen Same Ätnam (RSÄ)             | 263                | 6,92 %                                      | 2                  | 6,45 %             |   |         |
|                                                 | Samerna för framtiden                           | 111                | 2,92 %                                      | 1                  | 3,23 %             |   |         |
|                                                 | Samernas Väl                                    | 101                | 2,65 %                                      | 1                  | 3,23 %             |   |         |
|                                                 | Samisk Solidaritet                              | 86                 | 2,26 %                                      | 1                  | 3,23 %             |   |         |
|                                                 | Västerbottens samer                             | 55                 | 1,44 %                                      | 0                  | 0,00 %             |   |         |
|                                                 | Fred, Frid och urminnes hävd                    | 22                 | 0,57 %                                      | 0                  | 0,00 %             |   |         |
| Gesamt                                          | Gesamt                                          | 3.798              | 100,00 %                                    | 31                 | 100,00 %           |   |         |
| Gültige Stimmen                                 | Gültige Stimmen                                 | 3.798              | 98,27 %                                     |                    |                    |   |         |
| Ungültige Stimmen                               | Ungültige Stimmen                               | 67                 | 1,73 %                                      |                    |                    |   |         |
| Abgegebene Stimmen                              | Abgegebene Stimmen                              | 3.865              | 100,00 %                                    |                    |                    |   |         |
| Anzahl der Wahlberechtigten und Wahlbeteiligung | Anzahl der Wahlberechtigten und Wahlbeteiligung | 5.390              | 71,70 %                                     |                    |                    |   |         |